# 中川 (横浜市)
中川（なかがわ）は、神奈川県横浜市都筑区の地名。現行行政地名は中川一丁目から中川八丁目。住居表示実施済区域。

## 地理
都筑区の北西部に位置し、北に牛久保町、東に牛久保西、南東に中川中央、南に茅ケ崎中央、南西に荏田南町、西に青葉区荏田町と接している。

### 面積
面積は以下の通りである。
| 丁目       | 面積（km²） |
| ---------- | ----------- |
| 中川一丁目 | 0.225       |
| 中川二丁目 | 0.134       |
| 中川三丁目 | 0.174       |
| 中川四丁目 | 0.192       |
| 中川五丁目 | 0.196       |
| 中川六丁目 | 0.099       |
| 中川七丁目 | 0.149       |
| 中川八丁目 | 0.072       |
| 計         | 1.241       |

### 地価
住宅地の地価は、2025年（令和7年）1月1日の公示地価によれば、中川1-26-18の地点で33万円/m²、中川3-9-19の地点で31万3000円/m²となっている。

## 歴史

### 沿革
横浜市に編入する前は、都筑郡中川村大字大棚の一部であった。
- 1939年（昭和14年）4月1日 - 横浜市に編入。横浜市港北区中川町となる[8]。
- 1947年（昭和22年）11月12日 - 耕地整理に伴い、中川町の一部を茅ケ崎町、大棚町へ編入[9]。
- 1969年（昭和44年）5月17日 - 荏田町との境界を変更[10]。
- 1969年（昭和44年）10月1日 - 行政区再編成に伴い、港北区を再配置。横浜市港北区中川町となる[11]。
- 1970年（昭和44年）5月17日 - 荏田町・茅ケ崎町との境界を変更[12]。
- 1989年（平成元年）11月27日 - 住居表示の実施[13]に伴い、牛久保町、中川町の一部から中川一丁目、牛久保西二丁目、牛久保西四丁目を新設、中川町の一部から、中川二丁目を新設[14]。
- 1990年（平成2年）7月9日 - 住居表示の実施[15]に伴い、中川町の一部から中川三丁目、中川四丁目、中川五丁目を新設、中川町の一部を緑区荏田町へ編入[14]。
- 1991年（平成3年）11月11日 - 住居表示の実施[16]に伴い、中川町の一部から中川七丁目を新設[17]。
- 1994年（平成6年）11月6日 - 町名町界変更により、中川町の一部を緑区荏田町、新石川四丁目に編入[18]。住居表示の実施[19]に伴い、中川町の一部から中川二丁目、牛久保町、中川町の一部から牛久保東一丁目、中川中央一丁目を新設[18]。行政区再編成に伴い都筑区を新設。横浜市横浜市都筑区中川町・中川一丁目〜五丁目・七丁目となる[20]。
- 1995年（平成7年）10月16日 - 住居表示の実施[21]に伴い、中川町の一部から中川六丁目を新設、牛久保町、大棚町、中川町の各一部から大棚西を新設[22]。
- 1996年（平成8年）9月30日 - 中川町の一部を青葉区荏田町に編入[22]。
- 1999年（平成11年）10月25日 - 住居表示の実施[23]に伴い、中川町の一部をあゆみが丘、牛久保町へ編入[24]。
- 2004年（平成16年）10月18日 - 住居表示の実施に伴い、中川町の一部から中川八丁目を新設、大棚町、茅ケ崎町、中川町の各一部から中川中央二丁目を新設、残部を牛久保町へ編入し、中川町は廃止[24]。

### 町名の変遷
| 実施後     | 実施年月日                 | 実施前（各町名ともその一部） |
| ---------- | -------------------------- | ---------------------------- |
| 中川一丁目 | 1989年（平成元年）11月27日 | 牛久保町、中川町（各一部）   |
| 中川二丁目 | 1989年（平成元年）11月27日 | 中川町（一部）               |
| 中川三丁目 | 1990年（平成2年）7月9日    | 中川町（一部）               |
| 中川四丁目 | 1990年（平成2年）7月9日    | 牛久保町、中川町（各一部）   |
| 中川五丁目 | 1990年（平成2年）7月9日    | 中川町（一部）               |
| 中川六丁目 | 1995年（平成7年）10月16日  | 牛久保町、中川町（各一部）   |
| 中川七丁目 | 1991年（平成3年）11月11日  | 中川町（一部）               |
| 中川八丁目 | 2004年（平成16年）10月18日 | 中川町（一部）               |

## 世帯数と人口
2025年（令和7年）6月30日現在（横浜市発表）の世帯数と人口は以下の通りである。
| 丁目       | 世帯数    | 人口     |
| ---------- | --------- | -------- |
| 中川一丁目 | 2,003世帯 | 4,407人  |
| 中川二丁目 | 812世帯   | 1,876人  |
| 中川三丁目 | 726世帯   | 1,719人  |
| 中川四丁目 | 352世帯   | 844人    |
| 中川五丁目 | 659世帯   | 1,604人  |
| 中川六丁目 | 1,205世帯 | 3,440人  |
| 中川七丁目 | 358世帯   | 863人    |
| 中川八丁目 | 129世帯   | 338人    |
| 計         | 6,244世帯 | 15,091人 |

### 人口の変遷
国勢調査による人口の推移。
| 年                 | 人口   |
| ------------------ | ------ |
| 1995年（平成7年）  | 8,627  |
| 2000年（平成12年） | 10,257 |
| 2005年（平成17年） | 11,202 |
| 2010年（平成22年） | 15,093 |
| 2015年（平成27年） | 15,038 |
| 2020年（令和2年）  | 14,853 |

### 世帯数の変遷
国勢調査による世帯数の推移。
| 年                 | 世帯数 |
| ------------------ | ------ |
| 1995年（平成7年）  | 2,724  |
| 2000年（平成12年） | 3,429  |
| 2005年（平成17年） | 3,896  |
| 2010年（平成22年） | 5,329  |
| 2015年（平成27年） | 5,460  |
| 2020年（令和2年）  | 5,637  |

## 学区
市立小・中学校に通う場合、学区は以下の通りとなる（2023年4月時点）。
| 丁目       | 番・番地等                          | 小学校               | 中学校               |
| ---------- | ----------------------------------- | -------------------- | -------------------- |
| 中川一丁目 | 全域                                | 横浜市立中川西小学校 | 横浜市立中川西中学校 |
| 中川二丁目 | 全域                                | 横浜市立中川西小学校 | 横浜市立中川西中学校 |
| 中川三丁目 | 全域                                | 横浜市立中川西小学校 | 横浜市立中川西中学校 |
| 中川四丁目 | 全域                                | 横浜市立中川西小学校 | 横浜市立中川西中学校 |
| 中川五丁目 | 全域                                | 横浜市立都筑小学校   | 横浜市立中川西中学校 |
| 中川六丁目 | 1番（港北センターヒルズを除く） 2番 | 横浜市立都筑小学校   | 横浜市立中川西中学校 |
| 中川六丁目 | 1番（港北センターヒルズ）           | 横浜市立牛久保小学校 | 横浜市立中川西中学校 |
| 中川七丁目 | 全域                                | 横浜市立都筑小学校   | 横浜市立中川西中学校 |
| 中川八丁目 | 全域                                | 横浜市立都筑小学校   | 横浜市立中川西中学校 |

## 事業所
2021年（令和3年）現在の経済センサス調査による事業所数と従業員数は以下の通りである。
| 丁目       | 事業所数  | 従業員数 |
| ---------- | --------- | -------- |
| 中川一丁目 | 256事業所 | 3,124人  |
| 中川二丁目 | 11事業所  | 147人    |
| 中川三丁目 | 24事業所  | 201人    |
| 中川四丁目 | 13事業所  | 161人    |
| 中川五丁目 | 27事業所  | 127人    |
| 中川六丁目 | 11事業所  | 76人     |
| 中川七丁目 | 28事業所  | 179人    |
| 中川八丁目 | 21事業所  | 252人    |
| 計         | 391事業所 | 4,267人  |

### 事業者数の変遷
経済センサスによる事業所数の推移。
| 年                 | 事業者数 |
| ------------------ | -------- |
| 2016年（平成28年） | 374      |
| 2021年（令和3年）  | 391      |

### 従業員数の変遷
経済センサスによる従業員数の推移。
| 年                 | 従業員数 |
| ------------------ | -------- |
| 2016年（平成28年） | 4,127    |
| 2021年（令和3年）  | 4,267    |

## 交通

### 鉄道
- 横浜市営地下鉄ブルーライン（3号線）
  - 中川駅

### 道路
- 神奈川県道102号荏田綱島線

## 施設
- 横浜市立都筑小学校
- 横浜市立中川西小学校
- 横浜市立中川西中学校
- 都筑警察署 中川駅前交番
- 中川駅前郵便局[34]

## その他

### 日本郵便
- 郵便番号 : 224-0001[3]（集配局：都筑郵便局[35]）

### 警察
町内の警察の管轄区域は以下の通りである。
| 丁目       | 番・番地等 | 警察署     | 交番・駐在所       |
| ---------- | ---------- | ---------- | ------------------ |
| 中川一丁目 | 全域       | 都筑警察署 | 中川駅前交番       |
| 中川二丁目 | 全域       | 都筑警察署 | 中川駅前交番       |
| 中川三丁目 | 全域       | 都筑警察署 | 中川駅前交番       |
| 中川四丁目 | 全域       | 都筑警察署 | 中川駅前交番       |
| 中川五丁目 | 全域       | 都筑警察署 | 中川駅前交番       |
| 中川六丁目 | 全域       | 都筑警察署 | 中川駅前交番       |
| 中川七丁目 | 全域       | 都筑警察署 | 中川駅前交番       |
| 中川八丁目 | 全域       | 都筑警察署 | センター北駅前交番 |